# Knickerbocker

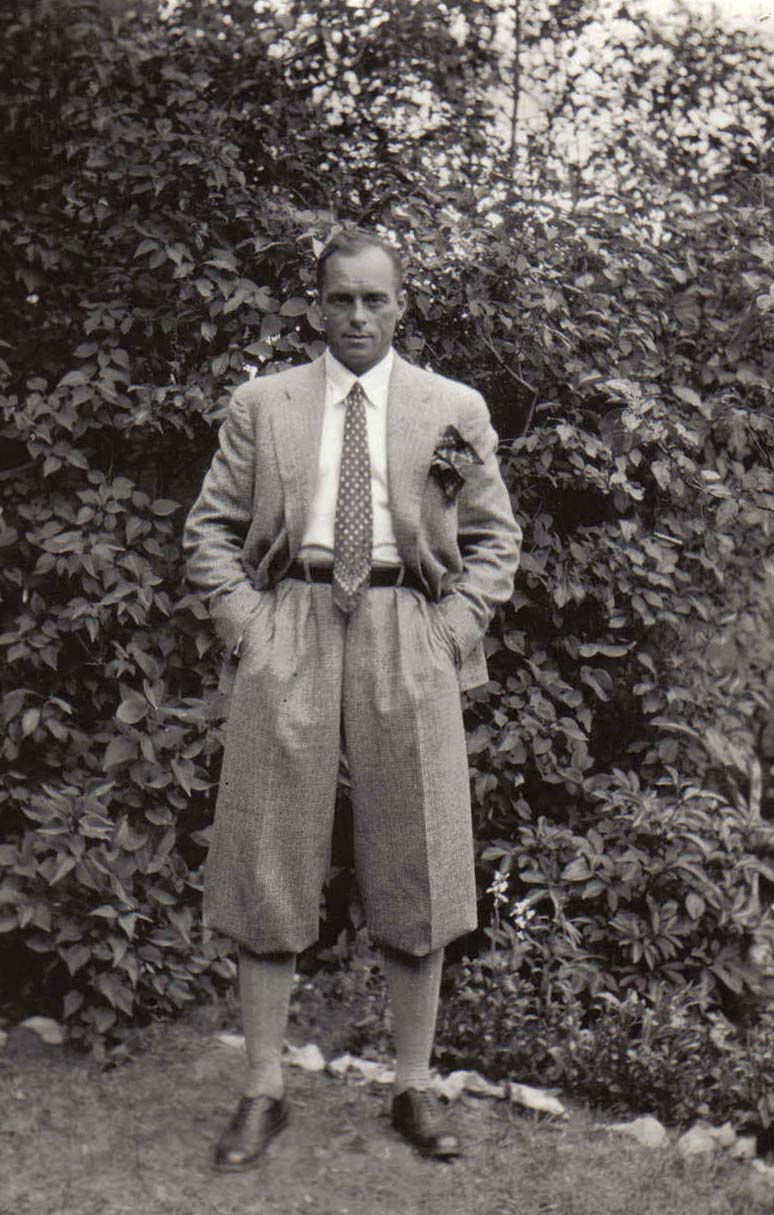
Mann mit Knickerbockern (plus fours Variante)

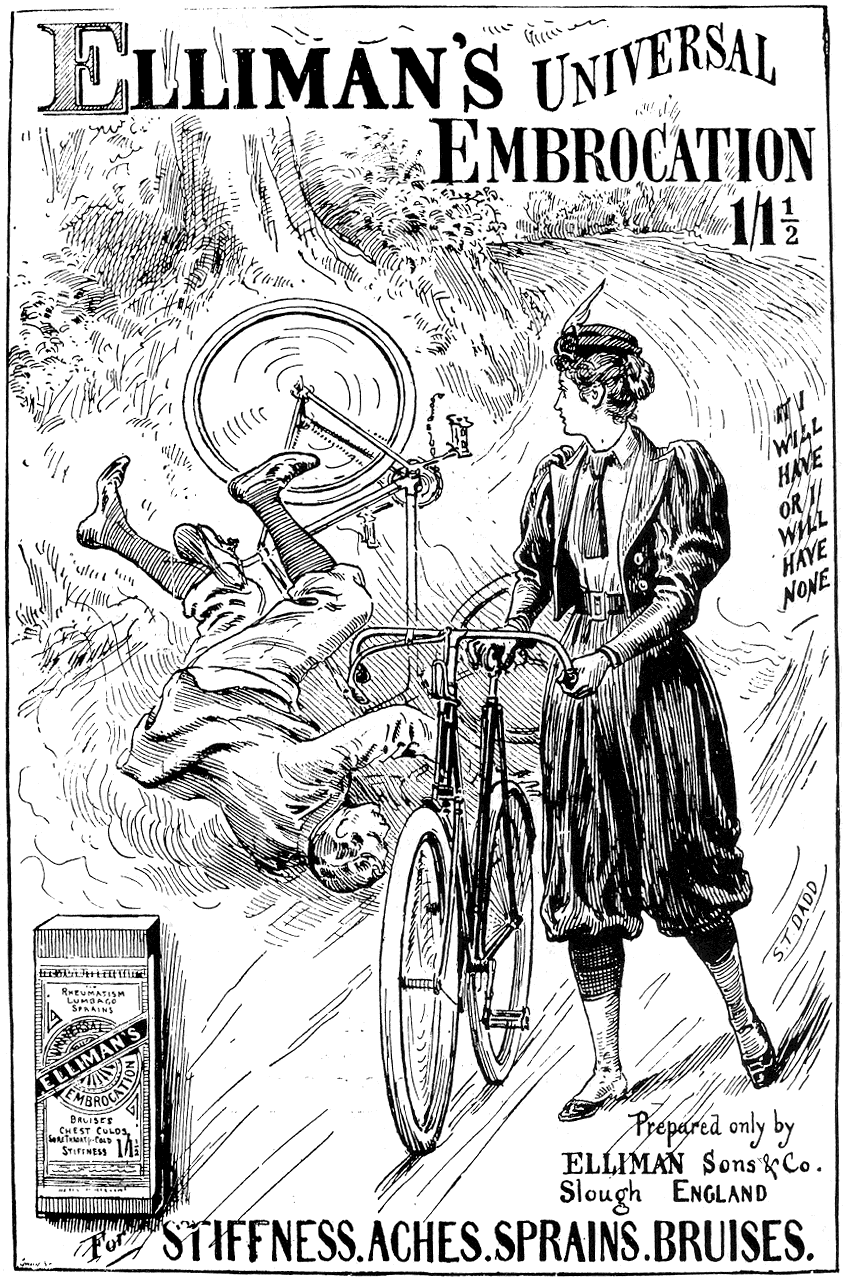
Frau in Knickerbocker

Knickerbocker ist die Bezeichnung für eine etwa wadenlange Überfallhose mit weiten Beinen, die von Männern und Frauen gleichermaßen getragen werden kann. Ursprünglich wurden Knickerbocker aus Leder gefertigt und waren als strapazierfähige Bekleidung für Wanderer und Bergsteiger gedacht. Auch Torhüter von Fußballmannschaften griffen bis 1920 gern auf Knickerbocker zurück, um sich gegen Abschürfungen zu schützen. Heute kann das Material jedoch auch aus Baumwolle und Kunstfaser bestehen.
Ähnliche Hosen sind die Dreiviertelhose oder die Kniebundhose. Knickerbockers sind ursprünglich Hosen, die nur bis zum Knie reichen. In England unterscheidet man zwischen unterschiedlichen Hosenlängenvarianten. Die bekannteste Variante ist die plus fours Hose, die 10 cm (vier inches) zusätzlich unterhalb des Knies lang ist (weniger bekannte Varianten: plus twos, plus sixes und plus eights). Die immer noch verwendete Kniebundhose, eine universelle Mischung aus Hose und Short, unterscheidet sich leicht durch den höher angesetzten, geschnürten Abschluss nahe dem Knie, die Knickerbocker ist wiederum weiter.

## Geschichte und Namensherkunft
Der Name Knickerbocker basiert auf der Satire A History of New York, die 1809 von dem Schriftsteller Washington Irving unter dem Pseudonym Diedrich Knickerbocker veröffentlicht wurde. Die Hauptfigur darin heißt Jansen Knickerbocker. Beschrieben werden die ersten Siedler New Yorks, das damals noch Neu Amsterdam hieß, die aus Holland kamen und wadenlange „Schlumperhosen“ trugen. Knickerbocker wurde daraufhin zu einem Spitznamen für die Einwohner der Stadt – was sich u. a. in den Namen der Knickerbocker Steamboat Company (Eigner u. a. der General Slocum) oder des Basketballteams New York Knickerbockers äußerte. Als um 1895 Kniehosen, die denen in der „History“ ähnelten, zum Radfahren und Wandern eingesetzt wurden, nannte man diese Hosen einfach „Knickerbocker“ nach ihrem historischen Vorbild.
Die plus fours Hosenvariante wurde von Edward, Prince of Wales (später Edward VIII.), während einer Reise im Jahr 1924 in den Vereinigten Staaten eingeführt und international bekannt gemacht.
Nach Diedrich Knickerbocker wurde der Ort Knickerbocker in Texas, an der Kreuzung der Farmroads 2335 und 584 gelegen, benannt.

## Rezeption in der Literatur

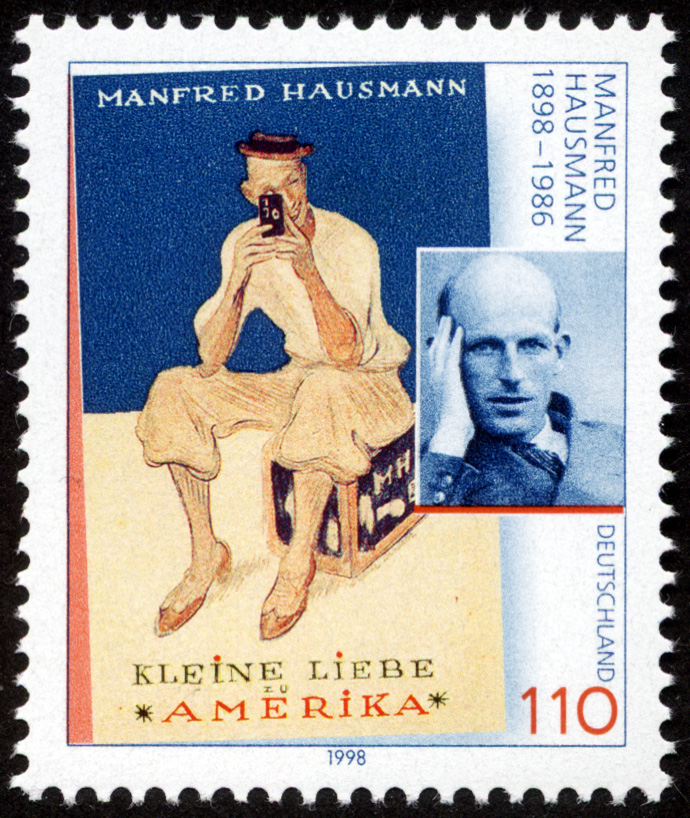
Sonderbriefmarke zum 100. Geburtstag von Manfred Hausmann

Bekannte Knickerbocker-Träger sind die Comic-Helden Tim (mit plus fours Variante) des Zeichners Hergé und Nick Knatterton von Manfred Schmidt. Diese Hose gab auch der Knickerbocker-Bande in Thomas Brezinas Jugendbüchern ihren Namen. Die Mitglieder der Bande nennen sich ebenfalls Knickerbocker. Manfred Hausmann ist auf dem Umschlagbild seines Reiseberichts „Kleine Liebe zu Amerika“ (1930) in Knickerbockern abgebildet.